# Salicilamidă
Salicilamida (o-hidroxibenzamida) este un medicament analgezic și antiinflamator, și a fost utilizat în tratamentul febrei, cefaleei și a altor dureri minore.